# Quinéville
Quinéville là một xã thuộc tỉnh Manche trong vùng Normandie tây bắc nước Pháp. Xã này nằm ở khu vực có độ cao trung bình 30 mét trên mực nước biển.
Thị trấn có Lâu đài Quineville, nhà thờ Notre-Dame.